# 韦尔努耶
韦尔努耶（法語：Vernouillet，法語發音：[vɛʁnujɛ]）是法国厄尔-卢瓦省的一个市镇，属于德勒区。

## 地理
韦尔努耶（48°43'15"N, 1°21'38"E）面积12.11 平方千米，位于法国中央-卢瓦尔河谷大区厄尔-卢瓦省，该省份为法国北部内陆省份，北起顺时针与厄尔省、伊夫林省、埃松省、卢瓦雷省、卢瓦-谢尔省、萨尔特省和奧恩省接壤。
与韦尔努耶接壤的市镇（或旧市镇、城区）包括：阿兰维尔、德勒、加尔奈、吕赖、马尔维尔-穆捷布吕莱、德鲁艾地区韦尔。

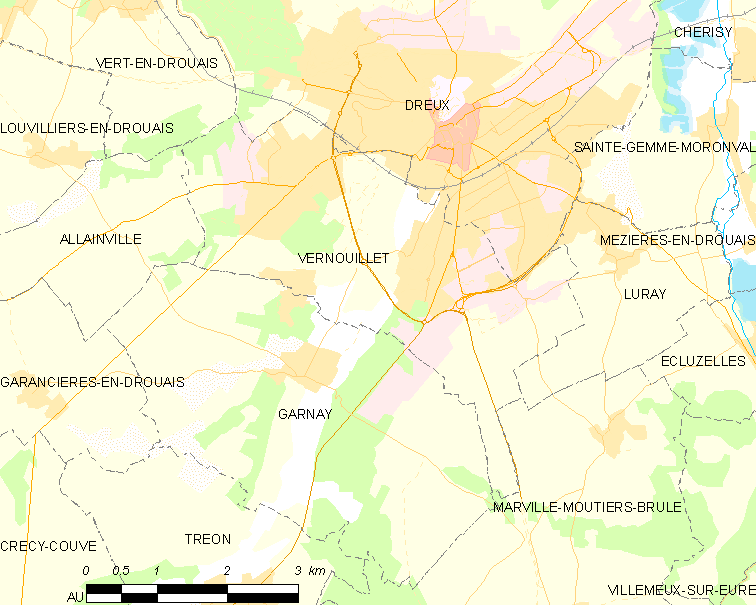
韦尔努耶的OSM定位图

韦尔努耶的时区为UTC+01:00、UTC+02:00（夏令时）。

## 行政
韦尔努耶的邮政编码为28500，INSEE市镇编码为28404。

## 政治
韦尔努耶所属的省级选区为德勒第一县。

## 人口

1962-2008年间韦尔努耶人口变化图示

韦尔努耶于2022年1月1日时的人口数量为12491人。